# Batilly-en-Gâtinais
Batilly-en-Gâtinais ist eine französische Gemeinde mit 447 Einwohnern (Stand: 1. Januar 2022) im Département Loiret in der Region Centre-Val de Loire. Sie gehört zum Kanton Le Malesherbois im Arrondissement Pithiviers.

## Lage
Die Gemeinde Batilly-en-Gâtinais liegt in der namensgebenden Landschaft Gâtinais, zwölf Kilometer südöstlich von Pithiviers. Sie grenzt im Norden an Boynes, im Nordosten an Barville-en-Gâtinais, im Osten an Beaune-la-Rolande, im Süden an Saint-Michel, im Südwesten an Boiscommun, im Westen an Nancray-sur-Rimarde. und im Nordwesten an Courcelles-le-Roi. Die in Ost-West-Richtung verlaufende Hauptstraße durch Batilly bildet eine frühere Römerstraße. Im Norden der Gemeinde verläuft die Autoroute A19.

## Bevölkerungsentwicklung
| Jahr                       | 1962 | 1968 | 1975 | 1982 | 1990 | 1999 | 2006 | 2015 | 2022 |
| -------------------------- | ---- | ---- | ---- | ---- | ---- | ---- | ---- | ---- | ---- |
| Einwohner                  | 437  | 395  | 328  | 302  | 309  | 350  | 395  | 446  | 447  |
| Quellen: Cassini und INSEE |      |      |      |      |      |      |      |      |      |

## Sehenswürdigkeiten
- Kirche Saint-Martin in Teilen aus dem 12. Jahrhundert – Monument historique[1]
- Wasserturm

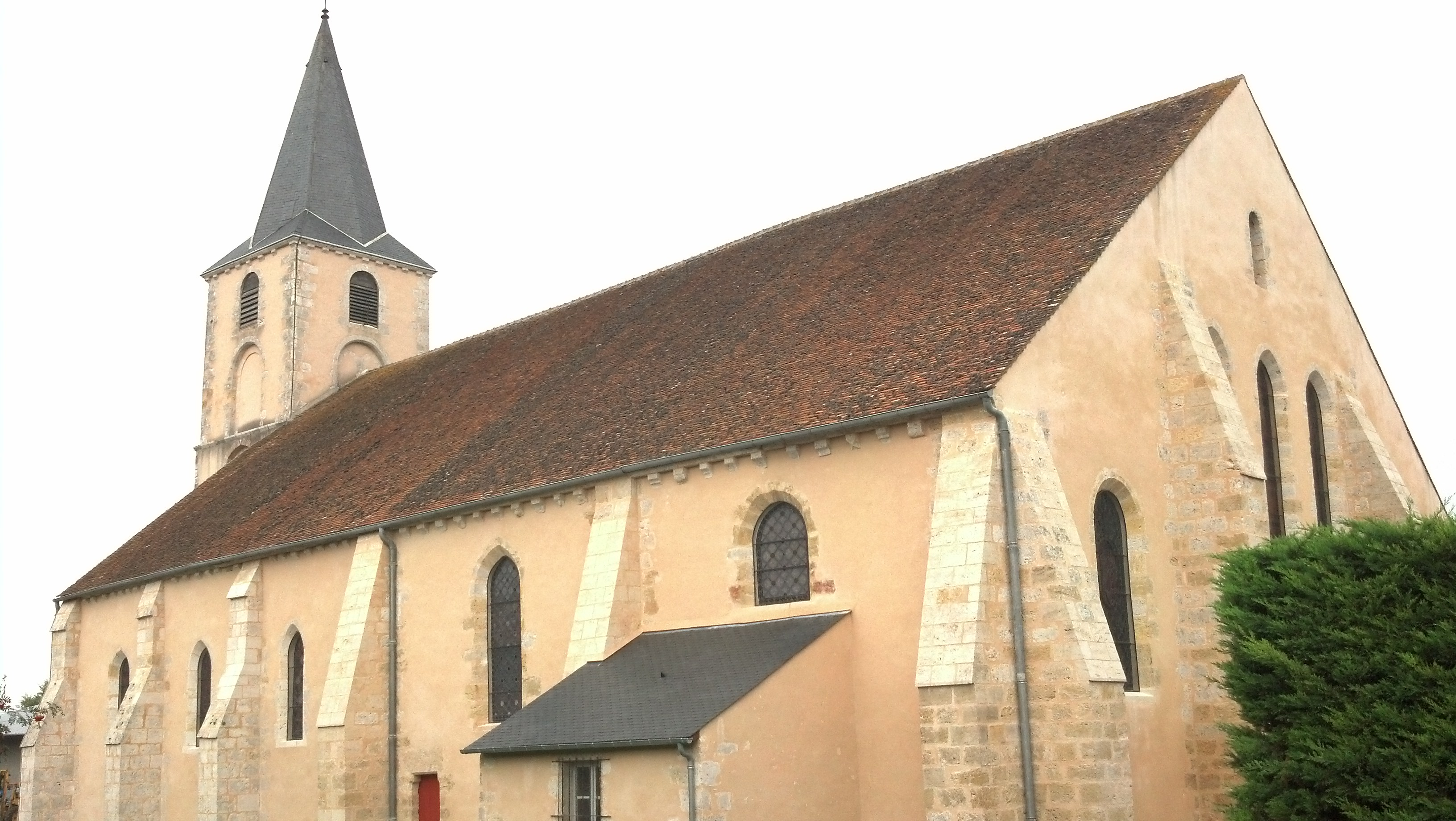
Kirche Saint-Martin